# Ittlinger Bach
Der Ittlinger Bach, örtlich auch  Ittling genannt, ist der etwa zweieinhalb Kilometer lange linke Quellbach der Schnaittach. Manche sehen „Ittlinger Bach“ und „Ittling“ auch nur als Zufluss der „Schnaittach“ an.

## Geographie

### Verlauf
Die Ittling entspringt südlich des Simmelsdorfer  Dorfes Ittling etwas oberhalb der Ittlinger Mühle in einem hier schon deutlich eingeschnittenen, nach Südwesten laufenden und bis allenfalls auf eine schmale Talaue bewaldeten Tal. Es gibt zwei Quellen, die mündungsfernste entspringt auf etwa 440 m ü. NHN. Gleich danach teilt sich der Lauf in zwei Äste, der zunächst auf der linken Seite der Talstraße laufende wird  von einer weiteren Quelle am Unterhang auf rund 445 m ü. NHN gespeist. Gegenüber der bald folgenden Ittlinger Mühle, durch deren Gelände beide Äste dann laufen, liegt ein großer Steinbruch im Weißjurakalk, der größtenteils von Bäumen verdeckt ist.
Die Äste vereinigen sich wieder, weiter abwärts durchläuft die Ittling jeweils wiederum geteilt zwei Mühlenweiler der Gemeinde, Ober- und Unterachtel. Zwischen dem letzten Paar Zweigen liegt ein halbes Dutzend kleiner Fischteiche, unterhalb von Unterachtel folgen einige mehr. Dann fließt die Ittling von links und zuallerletzt Osten auf über 395 m ü. NHN mit der Naifer zur Schnaittach zusammen, die wenig abwärts auf Südwestlauf das Dorf Diepoltsdorf der Gemeinde durchquert.
Durchs Tal zieht von Ittling an die Kreisstraße LAU 2, die hier auch Achtelstraße genannt wird.

### Einzugsgebiet
Das Einzugsgebiet des Ittlinger Baches ist etwa 12,4 km² groß und erstreckt sich mehr als 5,5 km weit etwa vom Felsengipfel des Hühnersteins (598 m ü. NHN), südwestlich bis zur Mündung. In seinem oberen Bereich gibt es nur Trockentäler, der Bachlauf setzt erst weit abwärts nach dem namengebenden Dorf Ittling ein. Der mit 635 m ü. NHN höchste Punkt liegt auf der östlichen Wasserscheide auf dem Felsgipfel der Hohen Reut östlich des Betzensteiner Dorfes Spies; auch einige andere Gipfel ragen über 600 m ü. NHN auf.
Um das obere Einzugsgebiet gibt es weithin keine offen laufenden Konkurrenten, so dass der Abfluss im dortigen Karst unterirdisch vielleicht in andere Richtungen laufen könnte als die umgebenden Trockentalzüge nahelegen, nämlich nordwestlich und nördlich des Einzugsgebietes in nördliche Richtungen zur Trubach; östlich von ihm etwa südöstlich zur Regnitz, teils auch südlich über den Sittenbach. Weiter abwärts im Bereich des Bachlaufs ist dann nahe dem Zusammenfluss zur Schnaittach der diese speisende Osternoher Bach kurz der südöstliche Konkurrent, deren rechter Oberlauf Naifer Bach länger der westliche.

### Flusssystem Pegnitz
- Fließgewässer im Flusssystem Pegnitz

### Orte
Die Ittling fließt nacheinander durch folgende Orte:
- Ittlinger Mühle
- Oberachtel (Weiler)
- Unterachtel (Weiler)
- Wachsteinhaus (Einzelhaus, am Mündungssporn Brünstberg zum Naifertal)

Sie gehören alle zur Gemeinde Simmelsdorf im Landkreis Nürnberger Land. Weitere Orte im Einzugsgebiet sind das Dorf Ittling von Simmelsdorf, sowie im südöstlich benachbarten Markt Schnaittach ein Teil des Dorfes Bernhof. Auf dem Gebiet der Stadt Betzenstein im Landkreis Bayreuth liegen das Dorf Spies sowie der Weiler Schermshöhe innerhalb der Wasserscheide.

## Geologie
Der größte Teil des Einzugsgebietes liegt im Weißjura, in dem auch der Ittlinger Bach entspringt, der unterhalb der Ittlinger Mühle den Braunjura erreicht, in dem er auch mündet. Von der nördlichen Einzugsgebietsgrenze ragt ein langer Keil einer Schichtinsel der Oberkreide weit südwärts bis fast Ittlingen, in einer Höhenlage deutlich unter den Weißjura-Kämmen an der West- und Ostgrenze.

### BayernAtlas („BA“)
Amtliche Online-Gewässerkarte mit passendem Ausschnitt und den hier benutzten Layern: Lauf und Einzugsgebiet des Ittlinger Bachs

Allgemeiner Einstieg ohne Voreinstellungen und Layer: BayernAtlas der Bayerischen Staatsregierung (Hinweise)
1. 1 2  Höhe abgefragt auf dem Hintergrundlayer Amtliche Karte (mit Rechtsklick).
2. ↑  Höhe nach dem Höhenlinienbild auf dem Hintergrundlayer Amtliche Karte.
3. ↑  Länge abgemessen auf dem Hintergrundlayer Amtliche Karte.
4. ↑  Einzugsgebiet abgemessen auf dem Hintergrundlayer Amtliche Karte mithilfe der Kontur des oberen Schnaittach-Einzugsgebietes auf: Kartendienst Gewässerbewirtschaftung, FGN Bayerisches Landesamt für Umwelt (Hinweise)
5. 1 2 3  Höhe nach schwarzer Beschriftung auf dem Hintergrundlayer Amtliche Karte.
6. ↑  Geologie nach dem Layer Geologischen Karte 1:500.000.